# Łuniewo Małe
Łuniewo Małe – wieś w Polsce położona w województwie podlaskim, w powiecie wysokomazowieckim, w gminie Klukowo.
W latach 1975–1998 miejscowość administracyjnie należała do województwa łomżyńskiego.
Wierni kościoła rzymskokatolickiego należą do parafii Zmartwychwstania Pańskiego w Kuczynie.

## Historia
Łuniewo było wymienione wśród włości kościoła płockiego w wieku XIII.
W 1580 roku wzmiankowane w spisach podatkowych jako Łuniewo Szczubły. Wieś drobnoszlachecka licząca 10 włók, zamieszkana przez Łuniewskich, a potem również przez inne rody. W XVIII wieku obok starej nazwy Szczubły, pojawiają się też zapisy o miejscowości Łuniewo Małe.
W I Rzeczypospolitej należało do ziemi drohickiej w województwie podlaskim.
Z Łuniewa wywodzili się:
- w 1539 notowany jest Stanisław Łuniewski, komornik ziemski drohicki
- w 1542 Andrzej z Łuniewa, zwany Wysk, pozwał o stratę konia ród Ciechanowickich
- w końcu XVI w. Fabian Łuniewski był plebanem w Wyszonkach a Andrzej kustoszem katedralnym w Łucku
- w pierwszej połowie XVIII wieku notuje się Krzysztofa Łuniewskiego, burgrabiego grodzkiego drohickiego i pisarza drohickiego
- w XVIII wieku żył Wawrzyniec, syn Kazimierza, który został komornikiem ziemskim nurskim
- Józef Ignacy Łuniewski, powstaniec styczniowy wyemigrował do Włoch i tam zmarł
- za udział w wydarzeniach 1846 roku w Krakowie zesłano na Sybir Piotra i Teodora Łuniewskich
- w 1895 roku Łuniewski notowany jest jako sędzia w Samarkandzie
- Julian Jan Łuniewski został księdzem w Naruszewie i emigrował do Ameryki w 1900[9]

W roku 1827 wieś liczyła 31 domów i 197 mieszkańców.
Pod koniec XIX w. wieś i folwark należały do powiatu mazowieckim, gmina Klukowo, parafia Kuczyn. W 1891 roku naliczono 32 gospodarstwa drobnoszlacheckie i jedno chłopskie. W sumie uprawiano 187 ha ziemi. Na jednego gospodarza przypadało 5,7 ha.
W 1921 we wsi znajdowało się 37 domów z 208 mieszkańcami, w tym 2 prawosławnymi.
W 1922 roku w miejscowości istniała jednoklasowa szkoła powszechna licząca 60 uczniów. Rok później szkoła dwuklasowa, w której uczyło się ponad 70 dzieci. W następnych latach wróciła do statusu szkoły jednoklasowej. W roku 1925 stan szkoły wynosił 57 uczących się, a w 1929 – 120. Do roku 1930 nauczycielką była Stefania Filipczakówna, a w latach trzydziestych Stefania Białoskórska.

## Współcześnie
Wieś typowo rolnicza. Produkcja roślinna podporządkowana przede wszystkim hodowli krów mlecznych.

## Obiekty użyteczności publicznej
- Szkoła Podstawowa w Łuniewie Małym[11]